# Amerikansk taffeland
Amerikansk taffeland (Aythya americana) er en dykand, der lever i Nordamerika.